# Partido Izquierda Ciudadana de Chile
De Partido Izquierda Ciudadana de Chile (Nederlands: Chileense Partij van Linkse Burgers), kortweg Izquierda Ciudadana (IC) en tot 2013 Partido Izquierda Cristiana de Chile (Links-Christelijke Partij van Chili) was een links-socialistische en progressieve politieke partij in Chili die sinds 2013 deel uitmaakte van de coalitie Nueva Mayoría (Nieuwe Meerderheid).

## Geschiedenis
De partij ontstond op 31 juli 1971 onder de naam Partido Izquierda Cristiana de Chile (IC) nadat enkele parlementariërs van de Partido Demócrata Cristiano de Chile (Christendemocratische Partij van Chili) zich afscheidden uit ongenoegen over de in hun ogen te behoudende koers van de PDC. De IC presenteerde zich als links-christelijk alternatief voor de PDC en sloot zich aan bij de Unidad Popular (Verenigd Front) van president Salvador Allende. De IC was wel nadrukkelijk niet-marxistisch en dit leidde ertoe dat een aantal ontevreden leden van de MAPU, een eerdere afsplitsing van de PDC die zich in marxistische richting ontwikkelde, zich bij de IC aansloten. De IC werd tactisch gesteund door president Allende die in de nieuwe partij een poging zag om de burgerlijke PDC te verzwakken. Ook het niet-marxistisch karakter van de IC werd door de president gesteund omdat er in zijn ogen al meer dan genoeg marxistische partijen waren (waaronder zijn eigen PS).
De IC bekende zich tot de progressieve christendemocratie en het humanisme en was voorstander van de vorming van een socialistische samenleving.
Na de staatsgreep van generaal Augusto Pinochet en de vorming van een militaire junta werden de linkse politieke partijen, w.o. de IC, verboden. De leiders van de partij, maar ook gewone leden, werden gevangengezet, gemarteld en soms vermoord.
In 1989, na het herstel van de democratie, volgde de heroprichting van de IC (de partij was in de periode 1973-1989 wel clandestien actief), hoewel veel van haar oud-leden zich aansloten bij de eveneens opnieuw opgerichte Partido Socialista (PS). De partij wist bij de parlementsverkiezingen van dat jaar één vertegenwoordiger verkozen te krijgen in de Kamer van Afgevaardigden. De partij maakte aanvankelijk deel uit van de Concertación (1988-1993), een bundeling van centrumlinkse partijen, maar maakte daarna deel uit van de Movimiento de Izquierda Democrática Allendista (1993-1994).
Vanaf 2003 maakte de IC deel uit van de Juntos Podemos Más (Samen Kunnen We Meer) en sinds 2013 van de coalitie Por un Chile justo (Voor een Rechtvaardig Chili).

### Fusie en naamswijziging

Het logo van de partij vóór de naamswijziging (1971-2013)

Op 20 april 2013 fuseerde de IC met enkele kleine linkse splinterpartijtjes tot de Partido Izquierda Ciudadana de Chile (Chileense Partij van Linkse Burgers) waarbij de partij-afkorting IC werd gehandhaafd. Bij de parlementsverkiezingen van 2013 werd één kandidaat in de Kamer van Afgevaardigden gekozen.
Aan de vooravond van de presidentsverkiezingen van 2013 besloot de IC de kandidatuur van de kandidaat van de centrumlinkse Nueva Mayoría, Michelle Bachelet (PS) te steunen.
De partij werd in 2018 opgeheven na een fusie met MAS Región en ging verder onder de naam Mas Izquierda Ciudadana.

## Ideologie
De IC was een socialistische partij die veel inspiratie haalde uit de bevrijdingstheologie, het progressieve christendom, het seculier humanisme en het Socialisme van de 21e eeuw.

## Presidentskandidaten
| Datum     | Kandidaat               | Party | 1e ronde | 2e ronde | Uitslag     |
| Datum     | Kandidaat               | Party | %        | %        | Uitslag     |
| --------- | ----------------------- | ----- | -------- | -------- | ----------- |
| 1989      | Patricio Aylwin         | PDC   | 55,2     |          | Overwinning |
| 1993      | Eugenio Pizarro Poblete | PCCh  | 4,70     |          | Nederlaag   |
| 1999-2000 | Ricardo Lagos           | PPD   | 48,0     | 51,3     | Overwinning |
| 2005-2006 | Tomás Hirsch            | PH    | 5,4      |          | Nederlaag   |
| 2009-2010 | Jorge Arrate            | PCCh  | 6,21     |          | Nederlaag   |
| 2009-2013 | Michelle Bachelet       | PS    | 46,7     | 62,2     | Overwinning |

## Verkiezingsresultaten
| Jaar | Aantal afgevaardigden (totaal aantal zetels tussen haakjes) | Aantal senatoren (totaal aantal zetels tussen haakjes) |
| ---- | ----------------------------------------------------------- | ------------------------------------------------------ |
| 1973 | 1 (150)                                                     | 1 (50)                                                 |
| 1989 | 1 (120)                                                     | 0 (38)                                                 |
| 1993 | 0 (120)                                                     | 0 (38)                                                 |
| 1997 | 0 (120)                                                     | 0 (38)                                                 |
| 2001 | 0 (120)                                                     | 0 (38)                                                 |
| 2005 | 0 (120)                                                     | 0 (38)                                                 |
| 2009 | 0 (120)                                                     | 0 (38)                                                 |
| 2013 | 1 (120)                                                     | 0 (38)                                                 |

## Partijvoorzitters
- Bosco Parra Alderete (1971-1973; secretaris-generaal)
- Eugenio Díaz (1973-1981; eerste secretaris)
- Sergio Aguiló (1981; coördinator)
- Pedro Felipe Ramírez (1981-1984; coördinator)
- Luis Maira Aguirre (1984-1990; coördinator en aansluitend secretaris-generaal)
- Roberto Celedón Fernández (1991-1993)
- Carlos Donoso Pacheco (1993-2006)
- Manuel Jacques Parraguez (2006-2010)
- Víctor Osorio Reyes (2010-2012)
- Francisco Parraguez Leiva (2012-)